# Onchopristis
Onchopristis è un genere di pesci cartilaginei estinti. Visse tra il Cretaceo inferiore e il Cretaceo superiore (Albiano - Campaniano, circa 110 - 80 milioni di anni fa) e i suoi resti fossili sono stati ritrovati in Africa, Europa, Asia, Nordamerica e Nuova Zelanda.

## Descrizione

Confronto tra i denti del rostro di Onchopristis con specie di pesce sega (O. numidus in rosso e O. dunklei in verde)

Il rostro, o muso, di Onchopristis era lungo circa 2,5 metri (8,2 piedi), ai cui lati erano posizionati innumerevoli denti. Nella specie tipo, O. numidus, ogni dente aveva un uncino sulla punta, mentre in O. dunklei erano presenti ben due uncini su ciascun dente, mentre in O. d. praecursor erano presenti da due a tre uncini.
Questo animale era molto simile a un odierno pesce sega. Possedeva un lungo rostro armato di denti acuminati e uncinati, un corpo piatto e larghe pinne pettorali e pelviche. Era un animale che poteva raggiungere notevoli dimensioni: il solo rostro poteva raggiungere i tre metri, e si suppone che l'intero animale potesse raggiungere una lunghezza di 8-10 metri. I denti del rostro di Onchopristis erano differenti da quelli dell'odierno pesce sega, poiché non erano inseriti in appositi solchi ma erano invece uniti al rostro da un tessuto connettivo.

## Classificazione

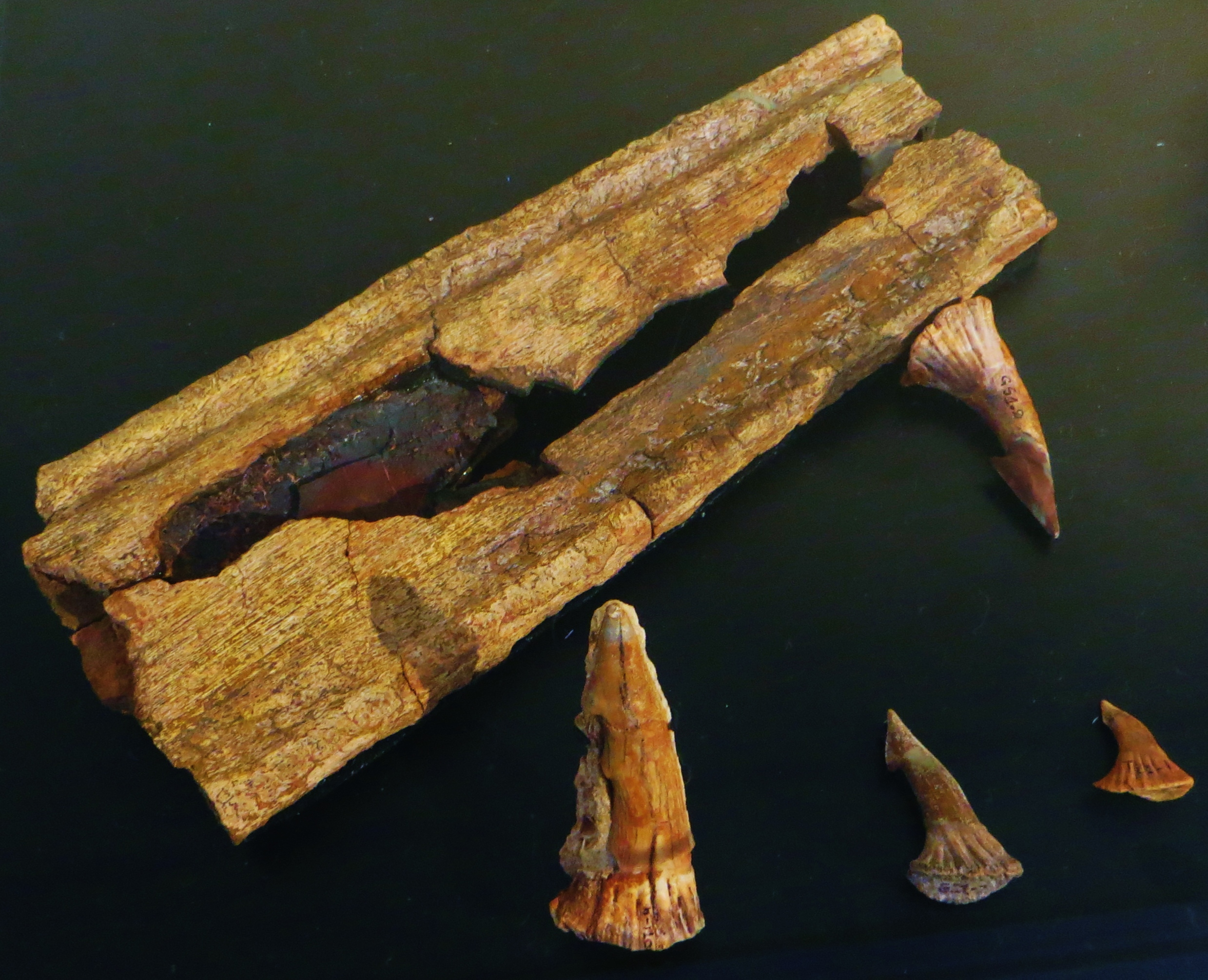
Rostro parziale e alcuni denti di O. numidus

Onchopristis è considerato un rappresentante degli sclerorinchidi (Sclerorhynchidae), un gruppo di pesci elasmobranchi dall'aspetto simile ai pesci sega, ma probabilmente non strettamente imparentati, estintisi nel Cretaceo superiore o forse nel Paleogene. Onchopristis è noto per alcune specie, molto diffuse in strati del Cretaceo medio, principalmente in numerosi giacimenti nordafricani (Egitto, Marocco, Tunisia, Algeria, Niger); le due specie più note sono O. numidus e O. dunklei. Quest'ultima specie è stata ritrovata anche in Nordamerica (Minnesota, Texas), in Francia e in Nuova Zelanda, a testimoniarne un'amplissima diffusione. Dall'Africa proviene anche la meno nota O. pharao, mentre in India è nota O. indicus. 

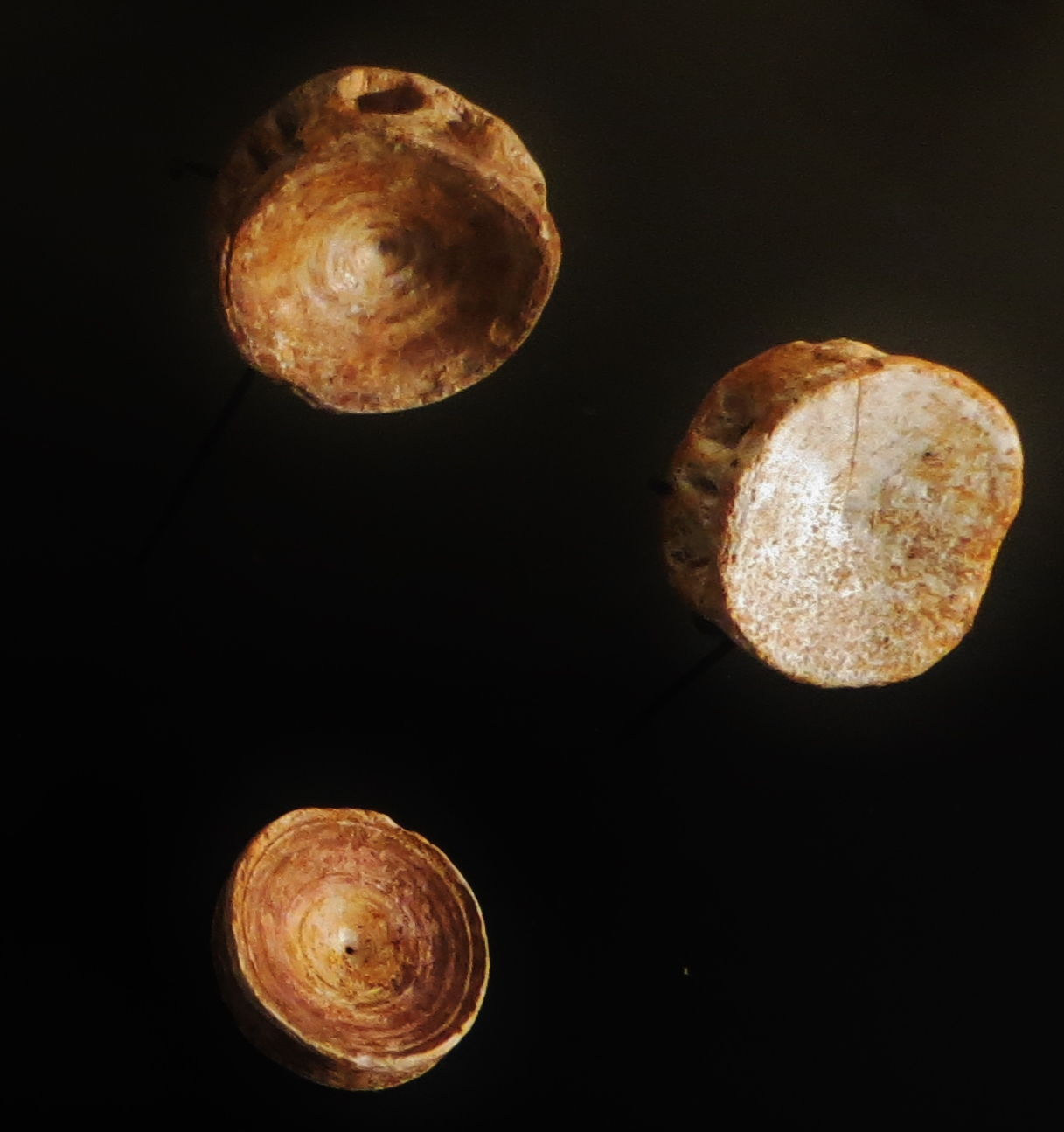
Vertebre di O. numidus

I fossili di Onchopristis vennero inizialmente descritti da Émile Haug nel 1905; lo studioso descrisse alcuni denti rostrali di un pesce sega arcaico ritrovati nella valle di Djoua in Algeria, sotto il nome di Gigantichthys numidus. Nel 1927, Ernst Stromer, studiando alcuni denti rostrali provenienti dalla formazione di Baharija in Egitto, li attribuì alla stessa forma algerina, ma ridenominò i fossili Onchopristis numidus, poiché il nome Gigantichthys era già stato utilizzato in precedenza per un pesce placoderma.
Haug, nello studio del 1905, descrisse anche alcune vertebre isolate, che denominò Platyspondylus foureaui; queste vertebre, successivamente, vennero attribuite anch'esse alla specie Onchopristis numidus (Tabaste, 1963). Nel 2009 venne infine descritto un resto parziale e articolato, comprendente il rostro dentato, la cartilagine di Meckel con alcuni denti, il sinarcuale e alcune vertebre. Questo resto, proveniente dagli strati del Kem Kem del Marocco, è molto importante, poiché i resti articolati di sclerorinchidi sono molto rari.

## Paleobiologia
Come con il moderno pesce sega, gli occhi di Onchopristis erano in cima alla testa, per individuare i predatori piuttosto che le prede, e la sua bocca e le branchie erano posti sotto il corpo. Molto probabilmente il rostro possedeva degli elettrorecettori per rilevare le prede nell'acqua come i moderni squali e razze. Onchopristis nuotava lentamente sul letto dei fiumi per stanare le sue prede e stordirle con il lungo rostro prima di inghiottirle.

## Paleoecologia

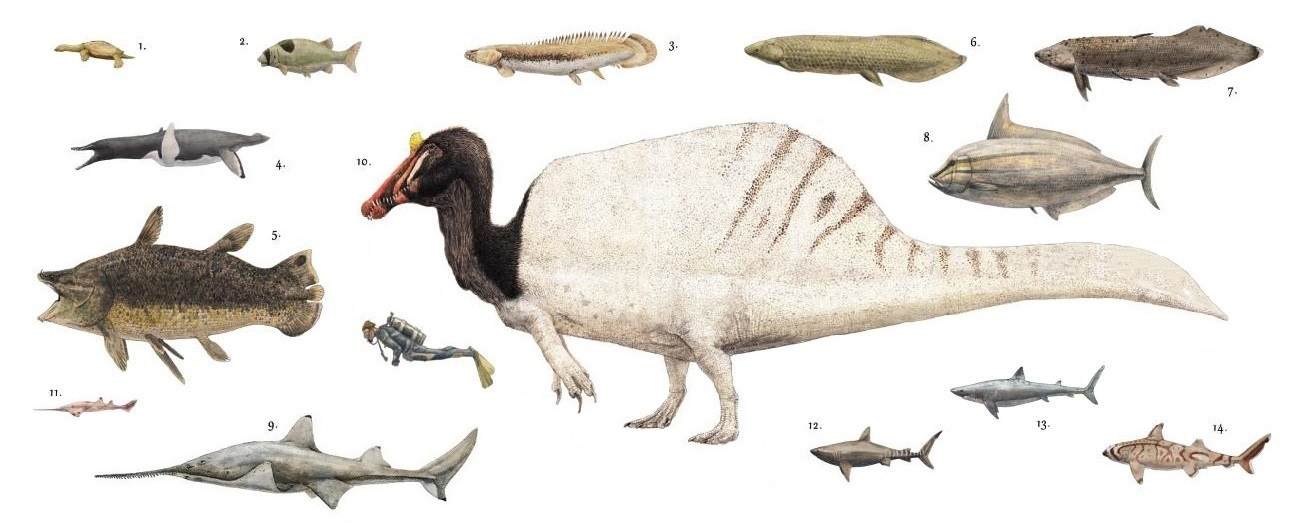
Onchopristis (9, in basso a sinistra) con altri animali acquatici contemporanei

Si suppone che Onchopristis fosse un grande predatore che utilizzava gli elettrosensori (probabilmente posti sul lungo rostro) per identificare le prede. È possibile che ferisse le prede grazie ai denti uncinati del rostro.
Nel 1975 fu ritrovata una mascella fossile del grande dinosauro predatore Spinosaurus; incastrata all'interno era conservata una vertebra, probabilmente appartenente a un pesce del genere Onchopristis. Anche se la vertebra si fu depositata dopo la morte del dinosauro, il fossile indica che il dinosauro e il pesce vivevano probabilmente nello stesso ambiente. Vi è quindi la possibilità che il grande Spinosaurus predasse Onchopristis, almeno occasionalmente.